# Lucjan Rydel (Dramatiker)

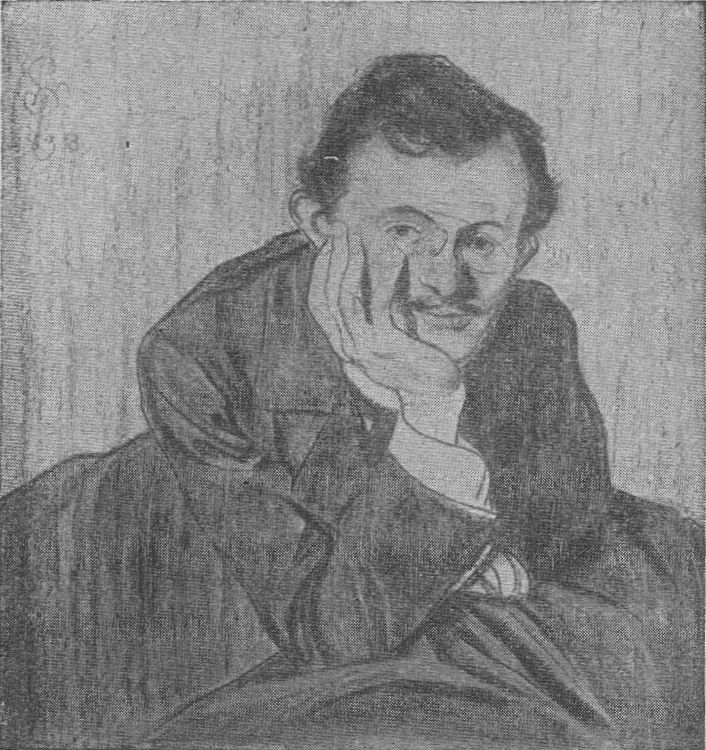
Lucjan Rydel porträtiert von Stanisław Wyspiański

Lucjan Antoni Feliks Rydel (* 17. Mai 1870 in Krakau; † 8. April 1918 in Bronowice Małe) war ein polnischer Lyriker und Dramatiker der Junges-Polen-Periode.
Er war Sohn des Ophthalmologen und Rektors der Jagiellonen-Universität, Lucjan Rydel (1833–1895), und dessen Frau Helena geb. Kremer und Enkel des Philosophen Józef Kremer. Er studierte Jura in Krakau und Kunst in Berlin und als Stipendiat der Polska Akademia Umiejętności in Paris. Seine Hochzeit mit der Schwägerin des Malers Włodzimierz Tetmajer wurde dadurch bekannt, dass sie Thema eines Bildes von Tetmajer und des Dramas Wesele von Stanisław Wyspiański wurde.

## Werke (Auswahl)
- Zaczarowane koło (1900)
- Betlejem polskie (1904)
- Ferenike i Pejsidoros (1909)
- Zygmunt-August-Trilogie: Królewski jedynak, Złote więzy, Ostatni (1912)